# Severní Korea na Letních olympijských hrách 1996
Severní Koreu na Letních olympijských hrách v roce 1996 reprezentuje výprava 24 sportovců (15 mužů a 9 žen) v 9 sportech.

## Medailisté
| Medaile | Jméno         | Sport    | Soutěž                   |
| ------- | ------------- | -------- | ------------------------ |
| Zlato   | Kim Il-ong    | Zápas    | muži volný styl do 48 kg |
| Zlato   | Kje Sun-hui   | Judo     | Ženy superlehká do 48 kg |
| Stříbro | Kim Myong-Nam | Vzpírání | Muži do 70 kg            |
| Bronz   | Chon Chol-Ho  | Vzpírání | Muži do 76 kg            |
| Bronz   | Ri Yong-Sam   | Zápas    | muži volný styl do 57 kg |